# 형사 머피
형사 머피(Murphy's Law)는 미국에서 제작된 J. 리 톰슨 감독의 1986년 액션, 범죄, 드라마 영화이다. 찰스 브론슨 등이 주연으로 출연하였다.

## 출연

### 주연
- 찰스 브론슨
- 캐슬린 윌호이트
- 캐리 스노지레스

### 조연
- 로버트 F. 리온스
- 리처드 로마너스
- 엔젤 톰킨스
- 빌 헨더슨